# بويغثيردا
بلدية بويغثيردا (بالإسبانية: Puigcerdá) هي بلدية تقع في مقاطعة جرندة التابعة لمنطقة كتالونيا شمال شرق إسبانيا.

## الديموغرافيا
بلغ عدد سكان بلدية بويغثيردا 8.802 نسمة عام 2011 (وفقاً للمعهد الوطني الإسباني للإحصاء).
| 6.356 | 6.699 | 7.774 | 8.845 | 8.949 | 9.022 | 8.802 |

## أعلام
- بيرى بوريل ديل كاسو
- خوسيه أنطونيو إرميدا